# Анселм Фојербах
Анселм Фојербах (12. септембар 1829 — 4. јануар 1880) био је немачки сликар. Он је водећи класицистички сликар немачке школе 19. века.

## Биографија

### Рани живот
Фојербах је рођен у Шпајеру, као син археолога Јозефа Анселма Фојербаха и унук правника Пола Јохана Анселма Ритера фон Фојербаха. Његова родна кућа данас је мали музеј.
Између 1845. и 1848. похађао је академију у Диселдорфу, где су му предавали Јохан Вилхелм Ширмер, Вилхелм фон Шадов и Карл Сон . Наставио је студије на Минхенској академији, али је 1850. године, заједно са низом других незадовољних студената, прешао на академију у Антверпену, где је студирао код Густава Ваперса. Фојербах се преселио у Париз 1851. где је био ученик Томаса Кутуре до 1854. У Паризу је произвео своје прво ремек-дело, Хафиз код фонтане (1852).
Године 1854. финансијски потпомогнут од стране великог војводе Фридриха од Бадена, посетио је Венецију, где је био импресиониран радовима водеће школе колориста. Неколико његових дела показују помно проучавање италијанских мајстора. Из Венеције је наставио за Фиренцу, а затим у Рим. Остао је у Риму до 1873. године, са кратким посетама Немачкој.
Током 1861. упознао је Ану Риси (познату као Нана), која му је позирала као модел наредне четири године. Године 1866. њу је наследила као његов главни модел Лусија Бруначи, жена гостионичара која је позирала за његове слике Медеје. Године 1862. Фојербах је упознао грофа Адолфа Фридриха фон Шака, који је од њега наручио копије италијанских старих мајстора. Гроф га је упознао са Арнолдом Беклином и Хансом фон Марезом. Њих тројица су постали познати као Deutchromer („Немачки Римљани“) због тога што су преферирали италијанску у односу на немачку уметност.
Између 1869. и 1874. насликао је две верзије Платоновог Симпозијума.
Године 1873. Фојербах се преселио у Беч, пошто је постављен за професора историјског сликарства на Академији. Међу његовим ученицима су Лудвиг Дојч, Рудолф Ернст и Жан Дискарт. Он је касније имао сукоб мишљења са архитектом Теофилом Ханзеном око његовог мурала на плафону Пад титана, насликаног за Велику салу нове зграде Академије на Рингштрасе.

### Последње године
Године 1877. дао је оставку на дужност на Бечкој академији и преселио се у Венецију, где је умро 1880. године. Брамс је компоновао Нание, комад за хор и оркестар, у његово сећање.
Након смрти, његова маћеха Хенријета, са којом је одувек био близак и која је увек радила на унапређењу његове каријере, написала је књигу под насловом „Завет“ или „Завештање“. У састав књиге је укључила његова писма и аутобиографске белешке. Књига је доживела успех и знатно је побољшала његову постхумну репутацију.

Према наводима Енциклопедије Британика из 1911:
Био је прожет класичним знањем, а његове фигуралне композиције имају достојанство и једноставност грчке уметности. Он је први схватио опасност која проистиче из презира технике, да је занатско мајсторство потребно да би се изразиле и најузвишеније идеје, и да лоше нацртани обојени цртани филм никада не може бити врхунско достигнуће у уметности.
Његови радови налазе се у водећим јавним галеријама у Немачкој. Штутгартска галерија има  другу верзију Ифигеније; Карлсруе, Данте у Равени; Минхен, Медеја; и Берлин, Концерт, његова последња важна слика. Остала значајна дела су Пијета, Платонов симпозијум, Орфеј и Еуридика и Ариосто у парку Ферара.

## Галерија
- Јуначки пејзаж, 1855
- Процеп у стени са кравама, 1855
- Ифигенија, 1862
- Приповедач на бунару, 1866
- Рикордо ди Триволи, 1867
- Орфеј и Еуридика, 1868–1869
- Нимфа која се одмара, 1870
- Пресуда у Паризу, 1870
- Ифигенија II, 1871
- Битка Амазонки, 1873
- Банкет, 1874
- Ифигенија III, 1875
- Уметникова маћеха, 1878